# Thomas Aass
Thomas Valentin Aass (Oslo, 28 de abril de 1887 — 14 de agosto de 1961) foi um velejador e funcionário público do serviço estrangeiro norueguês, campeão olímpico. Ele competiu nos Jogos Olímpicos de Verão de 1912 na classe 8 Metre e conquistou a medalha de ouro na disputa a bordo do Taifun com Thoralf Glad, Andreas Brecke, Torleiv Corneliussen e Christian Jebe.
Filho do atacadista Julius Aas (1832–1909) e Hulda Mathilde Olsen (1848–1929), em 1923 se casou com a filha do diretor do farol, Ingeborg Horn. Ele terminou seus estudos secundários em 1905 e se formou na Royal Frederick University em 1911. De 1912 a 1915 foi deputado do magistrado estipendário de Fredrikstad. Em 1917 foi contratado para o serviço exterior, como secretário do Ministério das Relações Exteriores.
Ele foi promovido a secretário adjunto interino em 1920, depois cônsul interino em Barcelona em 1921 e secretário interino da legação em Londres em 1922. Foi promovido a vice-cônsul no ano seguinte. Em 1930, foi transferido para a legação norueguesa em Estocolmo como secretário. Foi condecorado como Cavaleiro, Primeira Classe da Ordem de Santo Olavo (1946), Comandante da Ordem da Estrela Polar, Ordem de Vasa, Ordem de Isabel a Católica; Cavaleiro da Ordem do Dannebrog e Oficial da Ordem da Polônia Restituta.